# Rei
直井 怜（2004年2月3日—），女歌手，藝名為Rei（韓語：레이），是韓國STARSHIP娛樂旗下女子團體IVE成員之一，隊內擔任主饶舌。

## 經歷
2018年4月在日本通過試鏡中，以獻唱Red Velvet的經典歌曲Happiness而成功脫穎而出，獲得了通過試鏡的機會。試鏡結束後的下個月，到韓國後成為STARSHIP娛樂旗下練習生。
Rei是Red Velvet的粉絲。在《一周偶像》節目中，她經常能夠答對intro quiz問題，而且每次在工作中見到Joy時都會拍照，然後把照片設置為手機的待機畫面。Joy也是她的榜樣。
Rei曾在女子中學就讀，曾經猶豫是否要上普通高中，但最後決定報考首爾公演藝術高等學校，原因是Red Velvet的Joy是畢業校友。此外，入學考試時的考試曲目是梅根·崔娜的《Me too》。她透露，只有大約兩周的時間準備入學考試。並於2022年2月10日順利畢業。同班同學有同隊安俞真和Kep1er的金多娟。
透過看韓劇和和朋友聊天來學習韓語，並且取得了韓國語文能力測驗(TOPIK)4級的認證。
2021年11月3日，STARSHIP娛樂公佈Rei為IVE的第五名成員。12月1日，以單曲《ELEVEN》正式出道。
2022年7月30日，不幸確診感染新型冠狀病毒，被迫暫停工作。缺席日本公演。
2023年4月11日，STARSHIP娛樂表示Rei因心悸及胸悶等異常症狀，宣布暫停活動。

## 音乐作品

### 自作曲
| 发布日期      | 歌曲名 | 备注                   |
| ------------- | ------ | ---------------------- |
| 2022年7月16日 | Hiiigh | 英文版，未发表正式音源 |

## 创作作品
| 年份   | 歌曲名     | 专辑           | 作词 | 作曲 | 编曲 |
| ------ | ---------- | -------------- | ---- | ---- | ---- |
| 2022年 | Royal      | 《LOVE DIVE》  |      |      |      |
| 2022年 | After LIKE | 《After LIKE》 |      |      |      |

## 主持作品

### 大型活動
| 播放日期       | 節目名稱      | 合作藝人              | 備註   |
| -------------- | ------------- | --------------------- | ------ |
| 2022年10月15日 | 《KCON 2022》 | 黃旼炫                | 特別mc |
| 2024年11月22日 | 《MAMA大獎》  | Karina、成韓彬、Yoshi | 開場MC |

## 外部連結
- Rei的Instagram帳戶

 维基共享资源上的相關多媒體資源：Rei